# Flugplatz Anklam

i7
i11
i13

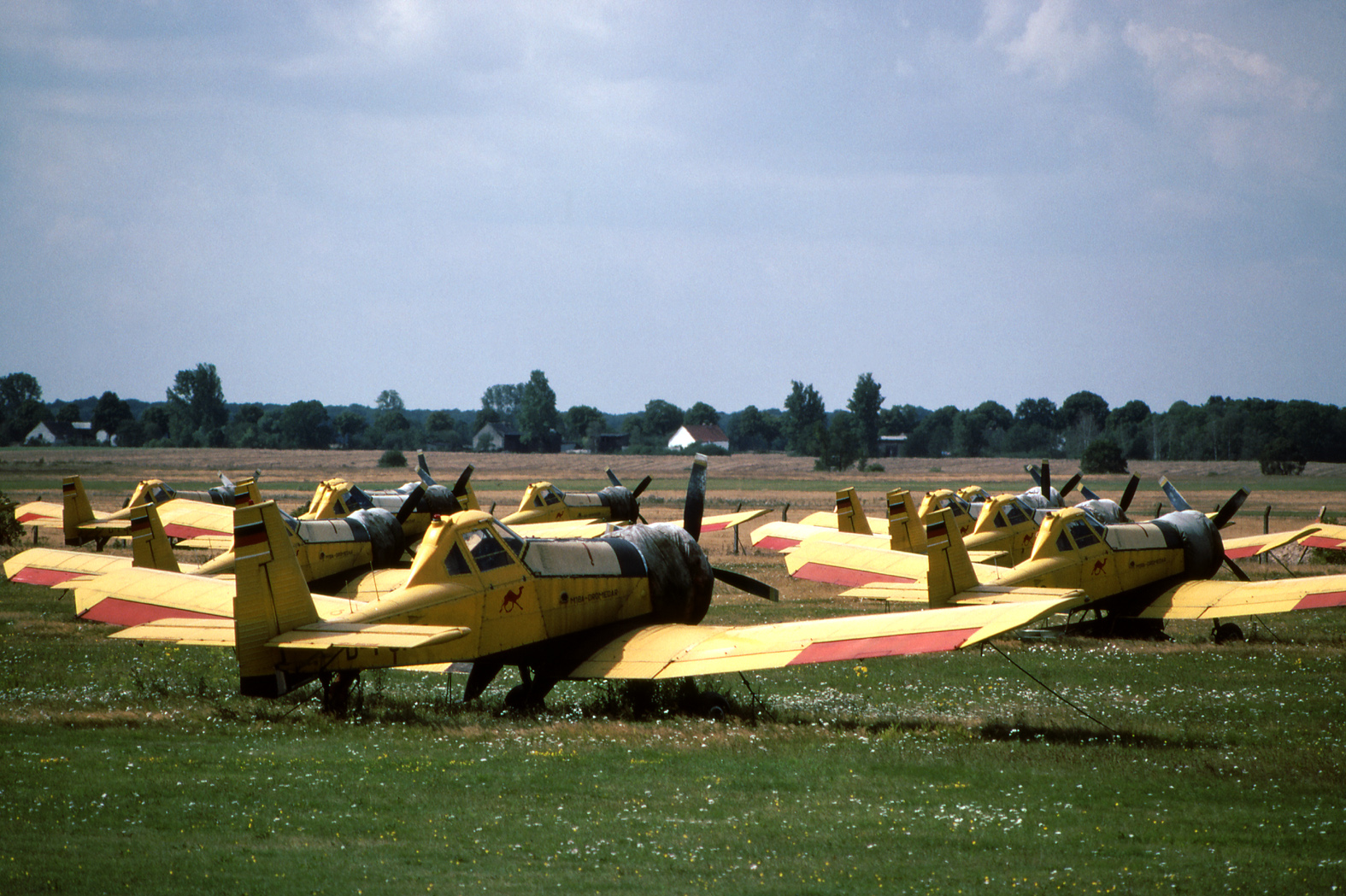
Ausrangierte PZL M-18A der Agrarflug, 1992

Der Verkehrslandeplatz Anklam (ICAO-Code: EDCA) befindet sich im Nordosten Deutschlands in Mecklenburg-Vorpommern. Er liegt drei Kilometer südlich der Stadt Anklam an den Bundesstraßen 109 und 197.
Er ist für Flugzeuge bis 5700 kg zugelassen. Für schwerere Maschinen ist eine Sondergenehmigung erforderlich, die regelmäßig erteilt wird. Der Platz ist für alle Luftsportarten zugelassen, inklusive Ballon, Gleitschirm und Modellflug.
Gegenwärtig gibt es keine Linien- oder Charterflüge. Es gibt eine örtliche Flugschule und zahlreiche Luftsportvereine.

## Lage, Umgebung
Anklam ist eine Hansestadt mit 750-jähriger Geschichte, sie liegt im Landkreis Vorpommern-Greifswald und ist die Geburtsstadt Otto Lilienthals. Die Pommersche Bucht (Ostsee) ist 35 km, die Insel Usedom und das Stettiner Haff sind zehn Kilometer entfernt.

## Geschichte
Der Platz wurde zwischen 1936 und 1937 als Fliegerhorst der Luftwaffe angelegt. Während der gesamten Zeit seines Bestehens fand hier Ausbildung wechselnder Einrichtungen der Luftwaffe statt. So unter anderem verschiedene Flugzeugführerschulen, Navigationslehrgänge und die Bombenschule Anklam, die später in I./Kampfschulgeschwader 1 (I. Gruppe des Kampfschulgeschwader 1) umbenannt wurde.
Die folgende Tabelle zeigt eine Auflistung ausgesuchter fliegender aktiver Einheiten (ohne Schul- und Ergänzungsverbände) der Luftwaffe die hier zwischen 1936 und 1945 stationiert waren.
| Von          | Bis            | Einheit                                                   | Ausrüstung                     |
| ------------ | -------------- | --------------------------------------------------------- | ------------------------------ |
| April 1937   | September 1937 | III./StG. 162 (III. Gruppe des Sturzkampfgeschwaders 162) | Heinkel He 70, Henschel Hs 123 |
| Juni 1942    | Juli 1942      | III./KG 53 (III. Gruppe des Kampfgeschwaders 53)          | Heinkel He 111H-6              |
| Oktober 1944 | Dezember 1944  | III./JG 1 (III. Gruppe des Jagdgeschwaders 1)             | Messerschmitt Bf 109G-14       |
| April 1945   | April 1945     | II./KG 4                                                  | Heinkel He 111H-20             |

Im Jahr 1945 wurden die umfangreichen Flugplatzanlagen gesprengt. In den 1950er Jahren  erfolgte eine Wiederbelebung des Platzes im Dienste des Agrarfluges. Anklam wurde zentraler Stützpunkt für den Nordosten der DDR mit Werftbetrieb. Nach Auflösung des Betriebes Agrarflug der Interflug wurde der Flugplatz auf Betreiben der Stadt in einen Verkehrslandeplatz umgewandelt.
Wenngleich die dauerhafte militärische Nutzung des Flughafens mit dem Ende des Zweiten Weltkrieges endete, wurde er sowohl von den sowjetischen Streitkräften und der NVA, als auch nach der Wiedervereinigung von der Bundeswehr zu Ausbildungs- und Übungszwecken genutzt.

## Solarpark Anklam
Auf dem Gelände des Flugplatzes wurde im Februar 2014 eine Photovoltaik-Freiflächenanlage fertiggestellt. Sie besteht aus über 32.000 Solarmodulen, die eine Peakleistung von 7,9 Megawatt erbringen können.
Da sich der Solarpark in unmittelbarer Nähe der Landebahn befindet, musste der ausführende Anlagenbauer F&S solar aus Euskirchen ein Blend- und ein Brandschutzgutachten erstellen lassen, damit sichergestellt ist, dass es für den Flugverkehr keine Beeinträchtigung durch den Solarpark gibt.
Rein rechnerisch kann der Solarpark sauberen Strom für 2256 Haushalte liefern und dabei gegenüber herkömmlicher Kohleverstromung rund 5500 Tonnen Kohlendioxid jährlich einsparen.

## Sonstiges
Der Flugplatz Anklam wurde für die 1989 gedrehte 7-teilige TV-Serie Flugstaffel Meinecke des Fernsehens der DDR genutzt. Einige Außen- und Flugaufnahmen wurden hier gedreht.
Jährlich finden das Trabi-Treffen und die Airport Days Anklam (1/4-Meile Rennen) statt.  Auf dem Flugplatz befindet sich unter dem Namen Aeronauticon ein Ausstellungs-, Lehr- und Spielbereich des Otto-Lilienthal-Museums.